# Гордана Павловић Лажетић
Гордана Павловић-Лажетић (Београд, 22. март 1955) редовни је професор Математичког факултета Универзитета у Београду на Катедри за рачунарство и информатику, у пензији.

## Биографија
Основну школу завршила је 1970. године, а Прву београдску гимназију 1974. године у Београду. На студијској групи за математику Природно-математичког факултета у Београду (смер за нумеричку математику и кибернетику) дипломирала је 1978. године. Магистарску тезу „Један приступ релационом моделу база података са две врсте нула вредности“ одбранила је 1981, а докторску дисертацију „Базе података и експертни системи у управљању текстом“ одбранила је 1988. године на Природно-математичком факултету у Београду. 
Од 1979. године радила је као асистент приправник, а од 1982. као асистент на Одсеку за математику, механику и астрономију Природно-математичког факултета у Београду.
Школску 1982/83 и 1985/86 годину провела је на Универзитету Калифорније у Берклију (САД) где се усавршавала у области база података. У овом периоду радила је и као консултант у фирми  Relational Technology, Inc. у Аламеди на проширењу релационог система INGRES текстуелним типом података. 
У звање доцента изабрана је 1989. године, за предмете Базе података и Основи програмирања. Године 1997. изабрана је у звање ванредног a 2009.  у звање редовног професора за предмет Базе података. 
Научним радом бави се у области рачунарства, на подручју база података, обраде текста и природног језика и биоинформатике. Од 1980. године као истраживач или руководилац учествовала је на пројектима Заједнице за науку тј. Министарства за науку Републике Србије, као и на међународним пројектима из области обраде природног језика, биоинформатике и наставе рачунарства (BalkaNet - Design and Development of a Multilingual Balkan WordNet  http://www.dblab.upatras.gr/balkanet/]. Недостаје или је празан параметар |title= (помоћ) Архивирано на веб-сајту  (3. октобар 2021) , Multilingual dictionary of proper names   , Tempus - Erasmus Mundus Network education at Faculties of Science in Serbia , CESAR – Central and South-East European Resources  https://web.archive.org/web/20210623204739/http://www.meta-net.eu/projects/cesar/. Архивирано из оригинала 23. 06. 2021. г. Приступљено 03. 10. 2021. Недостаје или је празан параметар |title= (помоћ), BM1405 - Non-globular proteins - from sequence to structure, function and application in molecular physiopathology (NGP-NET), Erasmus plus project Advanced Data Analytics in Business (ADA). Објавила је више од 50 научних радова у међународним и домаћим часописима, међународним монографијама и зборницима радова са међународних и домаћих конференција, као и већи број стручних радова. Аутор је универзитетског уџбеника „Основе релационих база података“ (издавачи Веста и Математички факултет, Београд 1996, друго измењено и допуњено издање 1999). Учествовала је на преко 30 међународних и домаћих конгреса и конференција. 
Као асистент држала је вежбе из предмета Програмирање и математичке машине, Рачунске машине и програмирање, Програмски системи, Програмски језици и организација података, Примена рачунара, Алгоритми, језици и аутомати. Као наставник држала је предавања наМатематичком факултету Универзитета у Београду, Природно-математичком факултету Универзитета у Бањој Луци и Униврзитету у Београду из предмета Базе података, Основи програмирања, Преводиоци и интерпретатори, Увод у веб и интернет технологије, Програмирање I,  Програмирање II, Релационе базе података, Увод у релационе базе података, Програмирање база података, Теорија формалних језика, Интернет програмирање, Информациони системи, а на последипломским и докторским студијама водила је предмете Технологија програмирања, Одабрана поглавља база података, Системи база података нове генерације, Развој информационих система, Пројектовање база података, Увод у биоинформатику, Истраживање података у биоинформатици, Интелигентно претраживање https://web.archive.org/web/20211003075207/https://bg.ac.rs/sr/studije/studije-uni/inteligentni-sistemi.php. Архивирано из оригинала 03. 10. 2021. г. Приступљено 03. 10. 2021. Недостаје или је празан параметар |title= (помоћ). 
Др Гордана Павловић-Лажетић руководила је израдом осам докторских дисертација (др Ненад Митић, др Слободан Радојевић, др Цветана Крстев, др Јелена Граовац, др Весна Пајић, др Јована Ковачевић, др Милана Грбић, др Ивана Танасијевић) и већег броја магистарских теза (мр Мила Митић, мр Биљана Јовић, мр Горан Шуковић, мр Чедомир Сокић, мр Предраг Станишић, мр Драгана Ђурић, мр Ирена Спасић, мр Драган Живановић), одбрањених на Математичком факултету у Београду. Руководила је и већим бројем мастер, специјалистичких и дипломских радова. 
Члан је редакције часописа Математички весник. Била је члан Организационог одбора IX и X конгреса математичара Југославије, рецензент за већи број научних часописа. Сарадник је у Zentralblatt fur Mathematik und ihre Grenzgrniete. 
Руководила је научним семинаром из рачунарства као и научним семинаром за биоинформатику на Математичком факултету у Београду. Од 1996. до 2001. године била је шеф Катедре за рачунарство Математичког факултета. Од 2006. до 2012. године била је члан Већа групација природних наука и математике Универзитета у Београду а од 2013. до 2020. године члан Већа научних области - природно-математичких наука Универзитета у Београду. Била је координатор програма стручног усавршавања под називом "Унапређивање наставе рачунарства у основним и средњим школама", Завода за унапређивање образовања и васпитања, као и аутор и реализатор курсева на Републичком семинару о настави математике и рачунарства у основној школи и у средњим школама. Члан је Друштва ЈеРТех за језичке ресурсе и технологије, као и члан Друштва БИРБи за биоинформатику и рачунарску биологију. 